# Domfreiheit

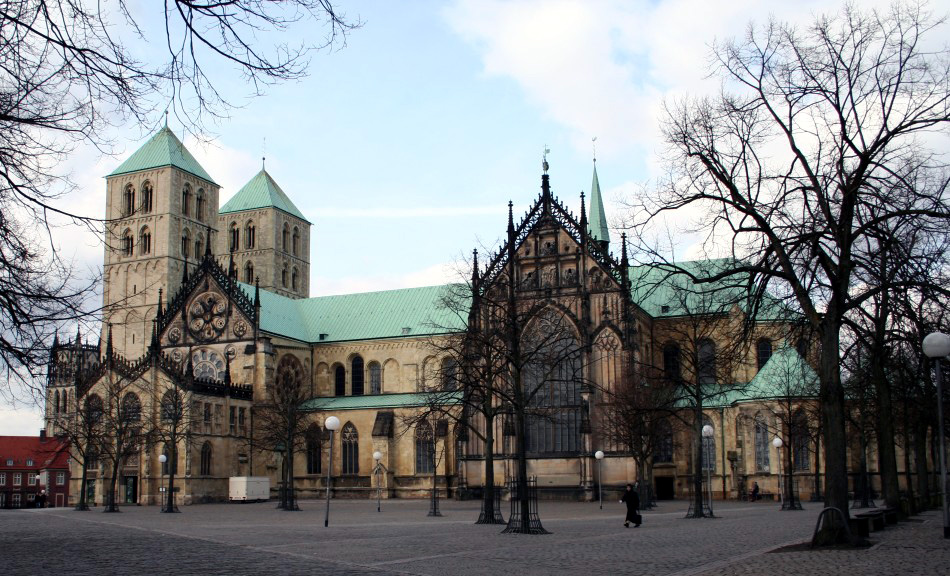
St.-Paulus-Dom in Münster mit Domplatz

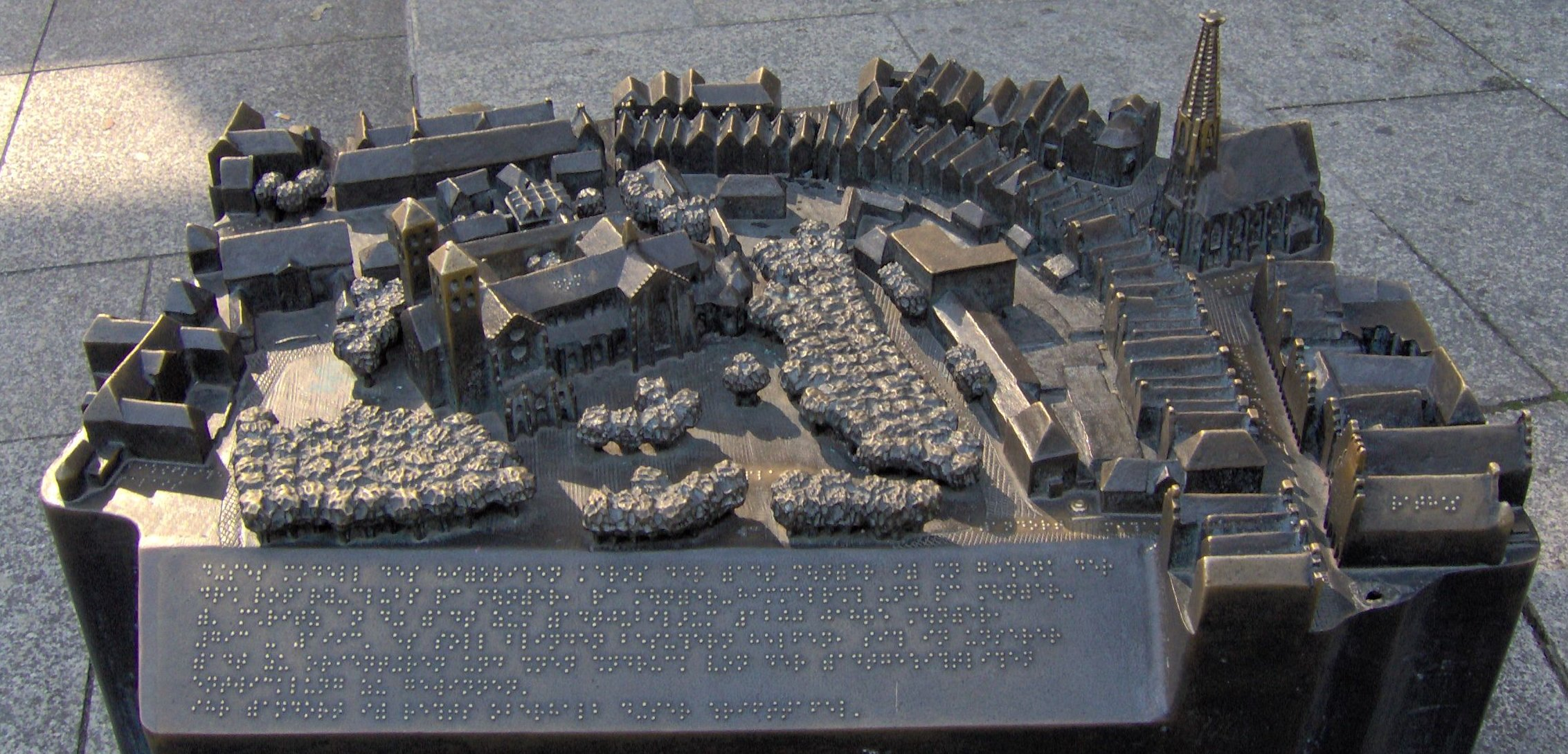
Domplatz und Prinzipalmarkt von Münster im Modell

Die Dom(s)freiheit oder auch Domimmunität (englisch cathedral close) war im Mittelalter der unmittelbare Grund rund um die Bischofsresidenz eines römisch-katholischen Bischofs und umfasste neben dieser sowie der Kathedrale (dem Dom) auch die klosterähnliche Klausur des Domkapitels, dem der Domdechant vorstand und die Domherren angehörten, welche in späterer Zeit auch separate Domherrenkurien bewohnten. Dieser Bezirk eigenen Rechts erstreckte sich zumeist nur wenige hundert Meter außerhalb der Gebäudegrenzen des Dombereichs und war in der Regel mit einer Ummauerung eingefasst (Domburg). Sie gehörte zum weltlichen Herrschaftsbereich des Bischofs, auch Hochstift genannt, umfasste aber nicht nur kirchliches Eigentum an Grund und Gebäuden.

## Hoheit
Der Bereich der Domfreiheit unterstand nicht der städtischen Gerichtsbarkeit, sondern hatte seine eigene Gerichtsbarkeit. Das betraf nicht nur die Geistlichkeit, sondern auch das Gesinde, das auf den dem Dom angeschlossenen Wirtschaftsbereichen arbeitete. Dieser Bereich diente den Domherren wie auch ihren Bediensteten zugleich als Wohnbereich. Dieser Bereich unterstand demzufolge auch nicht der städtischen Steuerpflicht. Darin bestand seine Freiheit. Innerhalb der Stadtmauern gab es also zwei eigenständige politische Herrschaften.
Dies führte in vielen Städten über die Jahrhunderte immer wieder zu Streitereien. Dies lässt sich z. B. in der Speyerer Chronik des Stadtschreibers Christoph Lehmann von 1612 verfolgen. So heißt es dort etwa:

„Es hat sich viel und lange Jahr unversöhnliche Widerwärtigkeiten zwischen der Burgerschaft unnd der Clerisey Gesind in der Statt verhalten. Derhalben König Rudolph in obberberührten Vertrag sonderlich verordnet wie derselben Rhat zu schaffen seyn solt.“

## Reformation
Wo die Reformation stattfand, wurden die meisten Klöster säkularisiert, womit dort in der Regel auch Domfreiheit aufhörte zu existieren. Aber nicht nur in katholischen Städten blieben einzelne noch länger erhalten. Mit der Säkularisation des zu dem Zeitpunkt schon seit über 80 Jahren lutherischen Erzbistums Bremen zum Herzogtum Bremen im Jahr 1648 fiel dessen Dombezirk innerhalb der Bremer Stadtbefestigung unter schwedische Hoheit. Seit 1717 gehörte er zu Hannover und kam erst im Jahr 1803 zur Freien Reichsstadt Bremen.
Der weltliche Besitz des Bistums Ratzeburg wurde mit der Aufhebung der Diözese in der Reformation zum Fürstentum Ratzeburg, das 1648 den Herzögen von Mecklenburg zugesprochen wurde und seit 1701 den westlichen Teil von Mecklenburg-Strelitz bildete. Die Stadt Ratzeburg (ohne den Domhof) gehörte hingegen zum Herzogtum Lauenburg.

## Beispiele
Beispiele für in baulicher Hinsicht heute noch relativ gut erkennbare Domfreiheiten sind die in Halberstadt, Hildesheim, Magdeburg, Merseburg, Münster, Naumburg, Meißen und Trier.